# Paul Déroulède
Paul Déroulède (Parigi, 2 settembre 1846 – Parigi, 30 gennaio 1914) è stato un politico, scrittore, militare e poeta francese.
Fu uno dei fondatori del movimento politico revanscista Ligue des Patriotes.

## Biografia

### I primi anni
Déroulède nacque a Parigi. Pubblicò le prime opere come poeta sul giornale Revue nationale con lo pseudonimo di "Jean Rebel". Nel 1869 diede in scena al Théâtre Français un dramma in un atto in versi dal titolo Juan Strenner.

### La carriera militare
All'inizio della guerra franco-prussiana si iscrisse come volontario nelle file dell'esercito francese, ma venne ferito e fatto prigioniero nel corso della battaglia di Sedan. Inviato a Breslavia, riuscì a fuggire ed a tornare in Francia dove si pose al servizio dei generali Antoine Chanzy e Charles Denis Bourbaki, prendendo parte alla disastrosa ritirata dalla Svizzera e combattendo nuovamente contro la Comune di Parigi. Promosso tenente, venne costretto da un incidente a ritirarsi dall'esercito.

### Prime pubblicazioni
Nel 1872, pubblicò una serie di poesie patriottiche (Chants du soldat) che gli valsero una notevole popolarità. A queste fece seguito nel 1875 un'altra collezione di poesie dal titolo Nouveaux Chants du soldat. Nel 1877 diede a teatro un dramma in versi dal titolo L'Hetman, che pur avendo un successo moderato contribuì a sentimenti patriottici in patria. Per l'esposizione universale del 1878 scrisse un inno, Vive la France, che venne musicato da Charles Gounod. Nel 1880 il suo dramma in versi, La Moabite, venne accettato dal Théâtre Français ma venne censurato per motivi religiosi.

### L'esperienza politica

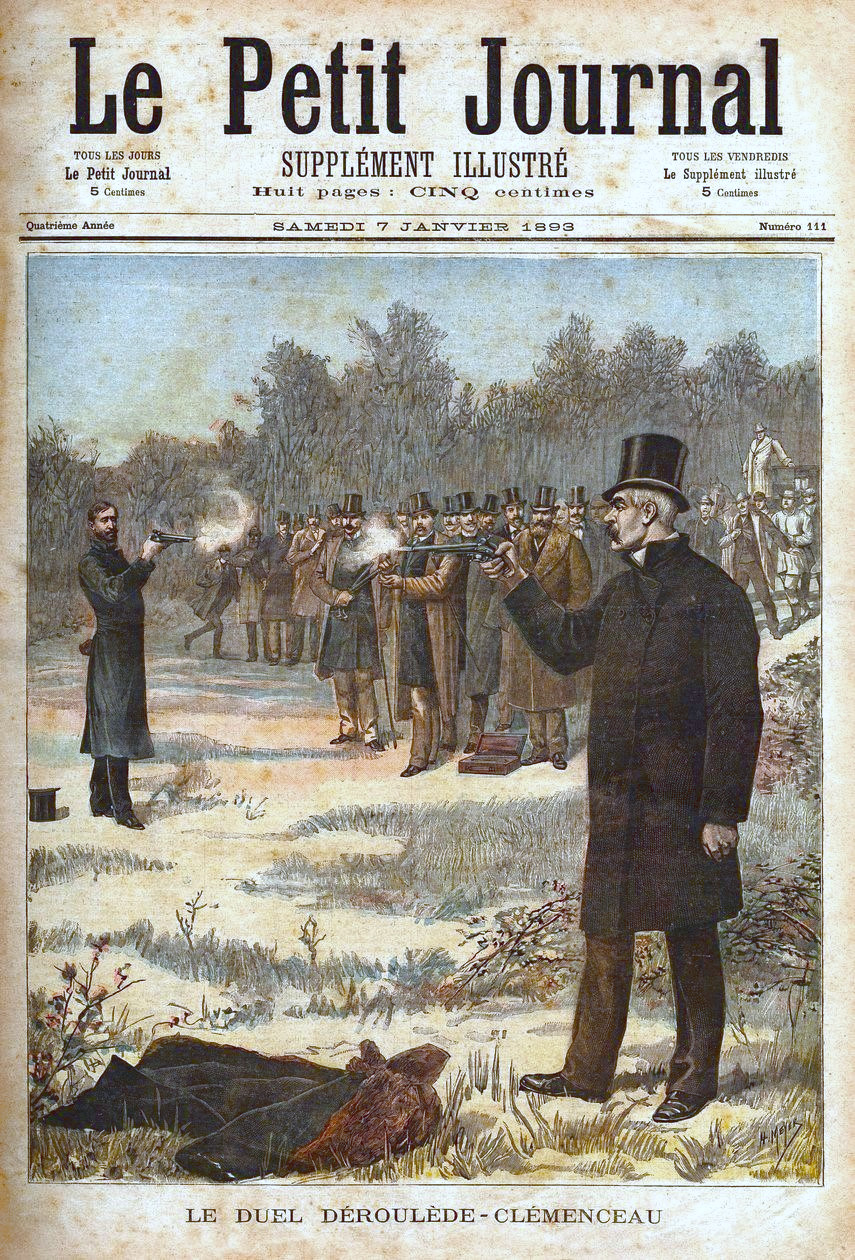
Duello tra Georges Clemenceau e Paul Déroulède.

Nel 1882 Déroulède, assieme allo storico Henri Martin ed a Félix Faure, fondò la Ligue des patriotes, un'associazione volta a promuovere il sentimento di "rivalsa" verso la Germania dopo la sconfitta nella guerra franco-prussiana. Déroulède divenne inizialmente consigliere e nel giro di pochi anni l'associazione raccolse 182.000 aderenti in tutto il territorio francese. Déroulède divenne presidente della lega nel marzo del 1885. La lega cercò di proporre anche delle leggi per incrementare il patriottismo tra gli studenti francesi, ma tali proposte vennero ignorate.
Dopo aver perso le elezioni alla camera dei deputati nel 1885, Déroulède decise che il sistema parlamentare vigente in Francia non era adatto alla sua nazione e che meglio sarebbe stata una repubblica presidenziale con un presidente eletto dal popolo, anticipando ciò che poi avvenne. Déroulède divenne quindi uno dei campioni del revisionismo costituzionale nella speranza di utilizzare sempre la forza della lega per organizzare e promuovere la sua causa tra i patrioti repubblicani. Dopo l'ascesa del generale Georges Boulanger in politica, Déroulède tentò di utilizzare ancora una volta la Ligue des Patriotes per assistere la causa di Boulanger, impegnato per il patriottismo francese, ma molti ritirarono le loro iscrizioni e di conseguenza Déroulède venne costretto a dimettersi dalla presidenza. Coloro che gli erano rimasti fedeli continuarono sulla sua linea di pensiero al punto che il governo nel 1889 venne costretto a decidere la soppressione dell'associazione.
In quello stesso anno, venne eletto alla camera dei deputati per la circoscrizione dell'Angoulême. Espulso dalla camera nel 1890 per continue interruzioni sui dibattiti degli altri deputati, non si presentò alle elezioni del 1893, ma venne invece rieletto nel 1898, distinguendosi ancora una volta per la veemenza dei suoi interventi come nazionalista ed anti-Dreyfusardo. Dopo il funerale del presidente Félix Faure, il 23 febbraio 1899, cercò di persuadere il generale Gaudérique Roget a guidare le sue truppe verso il palazzo presidenziale e a tentare così un colpo di Stato. Il generale ignorò e fece allontanare Déroulède, facendolo poi arrestare per tradimento. Durante il processo, Déroulède dichiarò che se rilasciato non si sarebbe fermato nel suo incitamento all'insurrezione contro uno stato che non rappresentava più i francesi. Venne rilasciato  il 31 maggio, ed il 12 agosto venne nuovamente arrestato ed accusato con André Buffet, Jules Guérin e altri di cospirazione ai danni dello stato. Dopo un lungo processo che si tenne anche davanti al senato, venne condannato il 25 gennaio 1900 a dieci anni di esilio dalla Francia e si ritirò pertanto nel borgo di San Sebastián in Spagna.
Come membro della camera dei deputati, Paul Déroulède fu un oppositore del colonialismo nella misura in cui questo distoglieva la politica nazionale dai veri problemi del paese, in particolare dal controllo tedesco sull'Alsazia e sulla Lorena.
Déroulède era inoltre un convinto anglofilo, propugnando un'alleanza con il Regno Unito che sarebbe secondo lui risultata fondamentale per la difesa della Francia dalla Germania e che avrebbe permesso anche allo stato francese di recuperare il possesso delle regioni dell'Alsazia e della Lorena. La sua opposizione al colonialismo in questo senso si esplicò nella volontà di non far competere la Francia con l'Impero britannico nella corsa alle colonie.

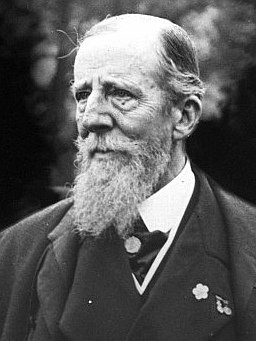
Deroulède nel 1913

Déroulède divenne una presenza predominante alle annuali commemorazioni della guerra franco-prussiana nell'area di Parigi, in particolare a Champigny, continuando ad ogni occasione a ribadire la necessità di una rivalsa e l'umiliazione subita dalla Francia.
Fu il principale promotore del sentimento antisemita e nazionalista francese che si esplicò nell'affare Dreyfus.
Nel 1901, venne nuovamente coinvolto in una discussione coi realisti che lo portò ad un tentativo di ingaggiare duello con Buffet in Svizzera. Nel novembre del 1905 venne amnistiato e poté fare ritorno in Francia.
Quando Déroulède morì nel gennaio del 1914 i suoi funerali attrassero a Parigi una grande folla come non si vedeva dalla morte di Victor Hugo.

## Opere
Oltre alle opere già menzionate, Paul Déroulède pubblicò anche le seguenti opere:
- Le Sergent, in Théâtre de campagne (1880)
- De l'éducation nationale (1882)
- Monsieur le Uhlan et les trois couleurs (1884)
- Le Premier grenadier de France (1886)
- La Tour d'auvergne (1886)
- Le Livre de Ia ligue des patriotes (1887)
- Refrains militaires (1888)
- Histoire d'amour (1890)
- a pamphlet entitled Désarmement? (1891)
- Chants du paysan (1894)
- Poésies Militaires (1896)
- Messire du Guesclin, drame en vers (1895)
- La mort de Hoche. (1897)
- La Plus belle fille du monde (1898).